# Arsenal Women Football Club 2019-2020
Questa voce raccoglie le informazioni riguardanti l'Arsenal Women Football Club nelle competizioni ufficiali della stagione 2019-2020.

## Stagione

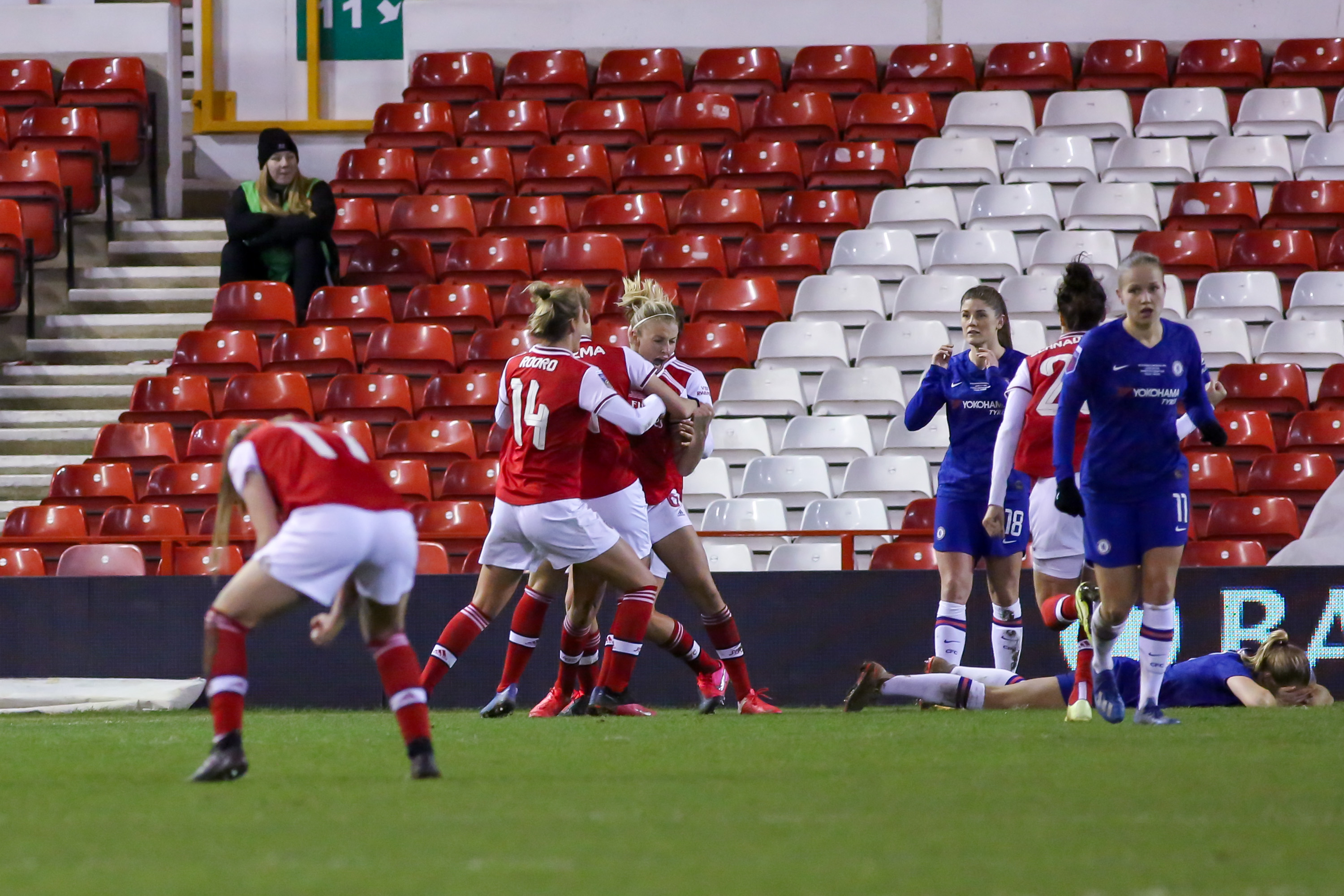
Giocatrici dell'Arsenal che festeggiano il momentaneo pareggio nella finale di FA Women's League Cup.

La stagione è stata caratterizzata dallo scoppio della pandemia di COVID-19 nel mese di marzo 2020, che ha portato a un'iniziale sospensione di tutte le competizioni, per poi arrivare a una sospensione definitiva il successivo 25 maggio. La classifica della FA Women's Super League venne stilata in base al rapporto punti conquistati su partite disputate, e l'Arsenal mantenne la terza posizione che aveva al momento della sospensione del torneo, ossia alla sedicesima giornata. Anche la FA Women's Cup ha subito una riprogrammazione con le partite dai quarti di finale in poi disputatesi nel mese di settembre 2020; la squadra, che era partita dal quarto turno, è arrivata in semifinale, dove è stata sconfitta dal Manchester City per 1-2. In FA Women's League Cup la squadra aveva raggiunto la finale, venendo, però, sconfitta dal Chelsea per 1-2.
In UEFA Women's Champions League la squadra ha esordito nei sedicesimi di finale, eliminando le italiane della Fiorentina con una doppia vittoria. Analogamente, negli ottavi di finale ha sconfitto le ceche dello Slavia Praga, vincendo il ritorno per 8-0. La sfida dei quarti di finale contro le francesi del Paris Saint-Germain era stata rinviata dopo la sospensione delle attività a causa della pandemia di COVID-19, per poi essere riprogrammata come gara unica sul campo neutro di San Sebastián il 22 agosto 2020. La partita si concluse con la vittoria del PSG per 2-1 e successiva eliminazione dell'Arsenal.

## Maglie e sponsor
Le tenute di gioco solo le stesse adottate dall'Arsenal maschile; è stato confermato adidas come sponsor tecnico, così come lo sponsor ufficiale Fly Emirates e lo sleeve sponsor Visit Rwanda.
| Casa | Trasferta | Terza divisa |

## Rosa
| N. |                        | Ruolo | Calciatrice           |
| -- | ---------------------- | ----- | --------------------- |
| 1  | Austria (bandiera)     | P     | Manuela Zinsberger    |
| 2  | Danimarca (bandiera)   | C     | Katrine Veje          |
| 3  | Scozia (bandiera)      | D     | Emma Mitchell         |
| 5  | Scozia (bandiera)      | D     | Jennifer Beattie      |
| 6  | Inghilterra (bandiera) | D     | Leah Williamson       |
| 7  | Paesi Bassi (bandiera) | C     | Daniëlle van de Donk  |
| 8  | Inghilterra (bandiera) | C     | Jordan Nobbs          |
| 9  | Inghilterra (bandiera) | A     | Danielle Carter       |
| 10 | Scozia (bandiera)      | C     | Kim Little (capitano) |
| 11 | Paesi Bassi (bandiera) | A     | Vivianne Miedema      |
| 13 | Svizzera (bandiera)    | C     | Lia Wälti             |
| 14 | Paesi Bassi (bandiera) | C     | Jill Roord            |

| N. |                        | Ruolo | Calciatrice            |
| -- | ---------------------- | ----- | ---------------------- |
| 15 | Irlanda (bandiera)     | A     | Katie McCabe           |
| 16 | Irlanda (bandiera)     | D     | Louise Quinn           |
| 17 | Scozia (bandiera)      | A     | Lisa Evans             |
| 18 | Francia (bandiera)     | P     | Pauline Peyraud-Magnin |
| 19 | Australia (bandiera)   | A     | Caitlin Foord          |
| 20 | Germania (bandiera)    | D     | Leonie Maier           |
| 21 | Germania (bandiera)    | D     | Tabea Kemme            |
| 22 | Austria (bandiera)     | D     | Viktoria Schnaderbeck  |
| 23 | Inghilterra (bandiera) | A     | Bethany Mead           |
| 26 | Inghilterra (bandiera) | C     | Ruby Grant             |
| 27 | Inghilterra (bandiera) | C     | Melisa Filis           |
| 30 | Inghilterra (bandiera) | D     | Ruby Mace              |

## Calciomercato

### Sessione estiva
| Acquisti | Acquisti           | Acquisti        | Acquisti |
| R.       | Nome               | da              | Modalità |
| -------- | ------------------ | --------------- | -------- |
| P        | Fran Stenson       | Manchester City | [ 15 ]   |
| P        | Manuela Zinsberger | Bayern Monaco   | [ 16 ]   |
| D        | Jennifer Beattie   | Manchester City | [ 17 ]   |
| D        | Leonie Maier       | Bayern Monaco   | [ 18 ]   |
| C        | Jill Roord         | Bayern Monaco   | [ 19 ]   |

| Cessioni | Cessioni             | Cessioni                | Cessioni |
| R.       | Nome                 | a                       | Modalità |
| -------- | -------------------- | ----------------------- | -------- |
| P        | Sari van Veenendaal  | Atlético Madrid         | [ 20 ]   |
| D        | Dominique Bloodworth | Wolfsburg               | [ 20 ]   |
| D        | Janni Arnth Jensen   | Fiorentina              | [ 21 ]   |
| D        | Abbie Roberts        | Rutgers Scarlet Knights | [ 22 ]   |
| C        | Amelia Hazard        | London Bees             | [ 23 ]   |
| C        | Ava Kuyken           | Florida Gators          | [ 24 ]   |
| A        | Paige Bailey-Gayle   | Leicester City          | [ 25 ]   |
| A        | Lachante Paul        | Leicester City          | [ 26 ]   |

### Sessione invernale
| Acquisti | Acquisti      | Acquisti  | Acquisti |
| R.       | Nome          | da        | Modalità |
| -------- | ------------- | --------- | -------- |
| A        | Caitlin Foord | Sydney FC | [ 27 ]   |

| Cessioni | Cessioni      | Cessioni  | Cessioni    |
| R.       | Nome          | a         | Modalità    |
| -------- | ------------- | --------- | ----------- |
| D        | Tabea Kemme   |           | ritirata    |
| D        | Emma Mitchell | Tottenham | in prestito |

## Risultati

### FA Women's Super League

#### Girone di andata
| Arbitro: | Pearson |

|                    |           |            |
| Mead 14’ Roord 41’ | Marcatori | 58’ Thomas |

| Arbitro: | Byrne |

|  |           |                 |
|  | Marcatori | 89’ Van de Donk |

| Arbitro: | Shallow |

|                                                 |           |  |
| Little 9’ Miedema 39’ Van de Donk 57’ Nobbs 70’ | Marcatori |  |

| Arbitro: | Welch |

|                              |           |                |
| England 57’ Thorisdottir 85’ | Marcatori | 9’ Van de Donk |

| Arbitro: | Walsh |

|             |           |  |
| Miedema 43’ | Marcatori |  |

| Arbitro: | Byrne |

|  |           |                        |
|  | Marcatori | 66’ Little 82’ Miedema |

| Arbitro: | Dowie |

|             |           |  |
| Miedema 28’ | Marcatori |  |

| Arbitro: | Conley |

|                                                                                          |           |             |
| Evans 7’, 60’ Williamson 10’ Miedema 15’, 26’, 32’, 51’, 56’, 64’ Nobbs 54’ Mitchell 79’ | Marcatori | 85’ Daniëls |

| Arbitro: | Hulme |

|  |           |                               |
|  | Marcatori | 28’, 90+1’ Miedema 37’ Little |

| Arbitro: | Speedie |

|           |           |                             |
| Kelly 78’ | Marcatori | 14’, 57’ Miedema 55’ Little |

| Arbitro: | Simms |

|                     |           |  |
| Little 9’ Nobbs 23’ | Marcatori |  |

#### Girone di ritorno
| Arbitro: | Dowle |

|  |           |                                             |
|  | Marcatori | 3’ Van de Donk 31’ Roord 51’ Nobbs 89’ Mead |

| Arbitro: | Byrne |

|          |           |                                           |
| Mead 74’ | Marcatori | 10’ England 13’ Kerr 20’ Ingle 68’ Reiten |

| Arbitro: | Pearson |

|                     |           |                 |
| Bremer 43’ Hemp 49’ | Marcatori | 58’ Van de Donk |

| Borehamwood 13 maggio 2020, ore 15ª giornata | Arsenal | – Annullata | Tottenham | Meadow Park |

| Arbitro: | Welch |

|                            |           |                            |
| Babajide 14’ Furness 45+2’ | Marcatori | 31’, 78’ Miedema 33’ Nobbs |

| Borehamwood 23 febbraio 2020, ore 17ª giornata | Arsenal | – Annullata | Reading | Meadow Park |

| Filton 22 marzo 2020 18ª giornata | Bristol City | – Annullata | Arsenal | Stoke Gifford Stadium |

| Romford 29 marzo 2020 19ª giornata | West Ham | – Annullata | Arsenal | Rush Green Stadium |

| Borehamwood 5 aprile 2020 20ª giornata | Arsenal | – Annullata | Manchester United | Meadow Park |

| Solihull 26 aprile 2020 21ª giornata | Birmingham City | – Annullata | Arsenal | Damson Park |

| Borehamwood 16 maggio 2020 22ª giornata | Arsenal | – Annullata | Everton | Meadow Park |

### UEFA Women's Champions League
| Arbitro: | Ivana Martinčić |

|  |           |                                       |
|  | Marcatori | 18’, 51’ Miedema 32’ Little 55’ Evans |

| Arbitro: | Iuliana Demetrescu |

|                               |           |  |
| Little 43’ (rig.) Miedema 74’ | Marcatori |  |

| Arbitro: | Eleni Antoniou |

|                          |           |                                              |
| Svitková 71’ Persson 88’ | Marcatori | 24’, 26’, 39’, 52’ Miedema 58’ (rig.) Little |

| Arbitro: | Riem Hussein |

|                                                                               |           |  |
| van de Donk 21’, 59’, 70’ Little 24’ (rig.) Roord 33’ Miedema 45+1’, 74’, 86’ | Marcatori |  |

| Arbitro: | Esther Staubli |

|          |           |                      |
| Mead 39’ | Marcatori | 15’ Katoto 77’ Bruun |

## Statistiche

### Statistiche di squadra
| Competizione             | Punti | In casa | In casa | In casa | In casa | In casa | In casa | In trasferta | In trasferta | In trasferta | In trasferta | In trasferta | In trasferta | Totale | Totale | Totale | Totale | Totale | Totale | DR  |
| Competizione             | Punti | G       | V       | N       | P       | Gf      | Gs      | G            | V            | N            | P            | Gf           | Gs           | G      | V      | N      | P      | Gf     | Gs     | DR  |
| ------------------------ | ----- | ------- | ------- | ------- | ------- | ------- | ------- | ------------ | ------------ | ------------ | ------------ | ------------ | ------------ | ------ | ------ | ------ | ------ | ------ | ------ | --- |
| FA Women's Super League  | 36    | 7       | 6       | 0       | 1       | 22      | 6       | 8            | 6            | 0            | 2            | 18           | 7            | 15     | 12     | 0      | 3      | 40     | 13     | +27 |
| FA Women's Cup           | -     | 2       | 2       | 0       | 0       | 6       | 0       | 2            | 1            | 0            | 1            | 3            | 2            | 4      | 3      | 0      | 1      | 9      | 2      | +7  |
| FA Women's League Cup    | -     | 5       | 5       | 0       | 0       | 23      | 1       | 2            | 1            | 0            | 1            | 5            | 0            | 8      | 6      | 0      | 2      | 29     | 3      | +26 |
| Women's Champions League | -     | 2       | 2       | 0       | 0       | 10      | 0       | 2            | 2            | 0            | 0            | 9            | 2            | 5      | 4      | 0      | 1      | 20     | 4      | +16 |
| Totale                   | -     | 16      | 15      | 0       | 1       | 61      | 7       | 14           | 10           | 1            | 3            | 35           | 11           | 32     | 25     | 0      | 7      | 98     | 22     | +76 |

### Andamento in campionato
| Giornata  | 1 | 2 | 3 | 4 | 5 | 6 | 7 | 8 | 9 | 10 | 11 | 12 | 13 | 14 | 15 | 16 | 17 | 18 | 19 | 20 | 21 | 22 |
| --------- | - | - | - | - | - | - | - | - | - | -- | -- | -- | -- | -- | -- | -- | -- | -- | -- | -- | -- | -- |
| Luogo     | C | T | C | T | C | T | C | C | T | T  | C  | T  | C  | T  | C  | T  | C  | T  | T  | C  | T  | C  |
| Risultato | V | V | V | P | V | V | V | V | V | V  | V  | V  | P  | P  | -  | V  | -  | -  | -  | -  | -  | -  |
| Posizione | 1 | 1 | 1 | 3 | 2 | 2 | 2 | 1 | 1 | 1  | 1  | 1  | 2  | 3  | -  | 3  | -  | -  | -  | -  | -  | -  |

Legenda:

Luogo: C = Casa; T = Trasferta. Risultato: V = Vittoria; N = Pareggio; P = Sconfitta.

### Statistiche delle giocatrici
| Giocatore         | FA Women's Super League | FA Women's Super League | FA Women's Super League | FA Women's Super League | FA Women's Cup | FA Women's Cup | FA Women's Cup | FA Women's Cup | FA Women's League Cup | FA Women's League Cup | FA Women's League Cup | FA Women's League Cup | UEFA Champions League | UEFA Champions League | UEFA Champions League | UEFA Champions League | Totale   | Totale | Totale      | Totale     |
| Giocatore         | Presenze                | Reti                    | Ammonizioni             | Espulsioni              | Presenze       | Reti           | Ammonizioni    | Espulsioni     | Presenze              | Reti                  | Ammonizioni           | Espulsioni            | Presenze              | Reti                  | Ammonizioni           | Espulsioni            | Presenze | Reti   | Ammonizioni | Espulsioni |
| ----------------- | ----------------------- | ----------------------- | ----------------------- | ----------------------- | -------------- | -------------- | -------------- | -------------- | --------------------- | --------------------- | --------------------- | --------------------- | --------------------- | --------------------- | --------------------- | --------------------- | -------- | ------ | ----------- | ---------- |
| J. Beattie        | 10                      | 0                       | 0                       | 0                       | ?              | -              | -              | -              | 4                     | 2                     | 0                     | 0                     | 5                     | 0                     | 0                     | 0                     | 19+      | 2      | 0           | 0          |
| S. Catley         | -                       | -                       | -                       | -                       | -              | -              | -              | -              | -                     | -                     | -                     | -                     | 1                     | 0                     | 0                     | 0                     | 1        | 0      | 0           | 0          |
| L. Evans          | 15                      | 2                       | 0                       | 0                       | ?              | 3              | -              | -              | 7                     | 2                     | 0                     | 0                     | 5                     | 1                     | 0                     | 0                     | 27+      | 8      | 0           | 0          |
| M. Filis          | 1                       | 0                       | 0                       | 0                       | ?              | -              | -              | -              | 2                     | 2                     | 0                     | 0                     | 0                     | 0                     | 0                     | 0                     | 3+       | 2      | 0           | 0          |
| C. Foord          | -                       | -                       | -                       | -                       | ?              | 1              | -              | -              | 1                     | 0                     | 0                     | 0                     | 1                     | 0                     | 1                     | 0                     | 2+       | 1      | 1           | 0          |
| R. Grant          | 0                       | 0                       | 0                       | 0                       | ?              | -              | -              | -              | 2                     | 0                     | 0                     | 0                     | -                     | -                     | -                     | -                     | 2+       | 0      | 0           | 0          |
| T. Kemme          | -                       | -                       | -                       | -                       | -              | -              | -              | -              | -                     | -                     | -                     | -                     | -                     | -                     | -                     | -                     | -        | -      | -           | -          |
| K. Little         | 12                      | 5                       | 0                       | 0                       | ?              | -              | -              | -              | 4                     | 3                     | 0                     | 0                     | 5                     | 4                     | 0                     | 0                     | 21+      | 12     | 0           | 0          |
| R. Mace           | 0                       | 0                       | 0                       | 0                       | ?              | -              | -              | -              | 0                     | 0                     | 0                     | 0                     | 0                     | 0                     | 0                     | 0                     | 0+       | 0      | 0           | 0          |
| L. Maier          | 13                      | 0                       | 1                       | 0                       | ?              | -              | -              | -              | 6                     | 0                     | 0                     | 0                     | 2                     | 0                     | 0                     | 0                     | 21+      | 0      | 1           | 0          |
| N. Maritz         | -                       | -                       | -                       | -                       | -              | -              | -              | -              | -                     | -                     | -                     | -                     | 1                     | 0                     | 0                     | 0                     | 1        | 0      | 0           | 0          |
| K. McCabe         | 13                      | 0                       | 3                       | 0                       | ?              | 1              | -              | -              | 7                     | 3                     | 0                     | 0                     | 4                     | 0                     | 1                     | 0                     | 24+      | 4      | 4           | 0          |
| B. Mead           | 14                      | 3                       | 2                       | 0                       | ?              | -              | -              | -              | 7                     | 5                     | 0                     | 0                     | 5                     | 1                     | 0                     | 0                     | 26+      | 9      | 2           | 0          |
| V. Miedema        | 14                      | 16                      | 1                       | 0                       | ?              | -              | -              | -              | 7                     | 3                     | 0                     | 0                     | 5                     | 10                    | 0                     | 0                     | 26+      | 29     | 1           | 0          |
| E. Mitchell       | 2                       | 1                       | 0                       | 0                       | ?              | -              | -              | -              | 3                     | 1                     | 0                     | 0                     | 3                     | 0                     | 0                     | 0                     | 8+       | 2      | 0           | 0          |
| J. Nobbs          | 14                      | 5                       | 0                       | 0                       | ?              | 2              | -              | -              | 7                     | 1                     | 0                     | 0                     | 4                     | 0                     | 0                     | 0                     | 25+      | 8      | 0           | 0          |
| P. Peyraud-Magnin | 3                       | -2                      | 0                       | 0                       | ?              | -              | -              | -              | 4                     | 0                     | 0                     | 0                     | 3                     | -2                    | 0                     | 0                     | 10+      | -4     | 0           | 0          |
| L. Quinn          | 6                       | 0                       | 0                       | 0                       | ?              | -              | -              | -              | 6                     | 1                     | 0                     | 0                     | 3                     | 0                     | 0                     | 0                     | 15+      | 1      | 0           | 0          |
| J. Roord          | 14                      | 2                       | 4                       | 0                       | ?              | -              | -              | -              | 8                     | 2                     | 0                     | 0                     | 5                     | 1                     | 0                     | 0                     | 27+      | 5      | 4           | 0          |
| V. Schnaderbeck   | 10                      | 0                       | 1                       | 0                       | ?              | -              | -              | -              | 6                     | 0                     | 0                     | 0                     | 4                     | 0                     | 0                     | 0                     | 20+      | 0      | 1           | 0          |
| D. Van de Donk    | 15                      | 5                       | 2                       | 0                       | ?              | 1              | -              | -              | 7                     | 3                     | 0                     | 0                     | 5                     | 3                     | 0                     | 0                     | 27+      | 12     | 2           | 0          |
| K. Veje           | 0                       | 0                       | 0                       | 0                       | ?              | -              | -              | -              | 2                     | 0                     | 0                     | 0                     | 1                     | 0                     | 0                     | 0                     | 3+       | 0      | 0           | 0          |
| L. Wälti          | 10                      | 0                       | 1                       | 0                       | ?              | 1              | -              | -              | 6                     | 0                     | 0                     | 0                     | 4                     | 0                     | 0                     | 0                     | 20+      | 1      | 1           | 0          |
| L. Williamson     | 15                      | 1                       | 0                       | 0                       | ?              | -              | -              | -              | 6                     | 1                     | 0                     | 0                     | 4                     | 0                     | 1                     | 0                     | 25+      | 2      | 1           | 0          |
| M. Zinsberger     | 12                      | -11                     | 1                       | 0                       | ?              | -              | -              | -              | 4                     | -3                    | 0                     | 0                     | 2                     | -2                    | 0                     | 0                     | 18+      | -16    | 1           | 0          |